# NGC 5257
NGC 5257 est une vaste galaxie spirale intermédiaire (barrée ?) située dans la constellation de la Vierge. La vitesse de NGC 5257 par rapport au fond diffus cosmologique est de 7 089 ± 21 km/s, ce qui correspond à une distance de Hubble de 104,6 ± 7,3 Mpc (∼341 millions d'al). NGC 5257 a été découverte par l'astronome germano-britannique William Herschel en 1793.

## Description
La classe de luminosité de NGC 5257 est II et elle présente une large raie HI. Elle renferme des régions d'hydrogène ionisé. La luminosité de la paire de galaxie NGC 5257/8 dans l'infrarouge lointain (de 40 à 400 µm)  est égale à 2,69 × 1011 {\displaystyle L_{\odot }} (1011,43{\displaystyle L_{\odot }}) et sa luminosité totale dans l'infrarouge (de 8 à 1 000 µm) est de 3,55 × 1011 {\displaystyle L_{\odot }} (1011,55{\displaystyle L_{\odot }}). Il s'agit donc d'une paire considérée comme lumineuse dans l'infrarouge (LIRG).
NGC 5257 forme une paire de galaxies avec NGC 5258. Cette paire figure dans l'atlas des galaxies particulières de Halton Arp sous la cote Arp 240. Ces galaxies sont attirées l'une vers l'autre et sont reliées par un « pont » d'étoiles de faible intensité. Selon la structure spirale intacte de ces galaxies et leur unique pont d'étoiles, il est possible de conclure que NGC 5257 et 5258 viennent de terminer leur premier passage, c'est-à-dire qu'une force de torsion exercée par le système transporte des gaz vers le centre de chaque galaxie et cela amène à la formation de nouvelles étoiles.

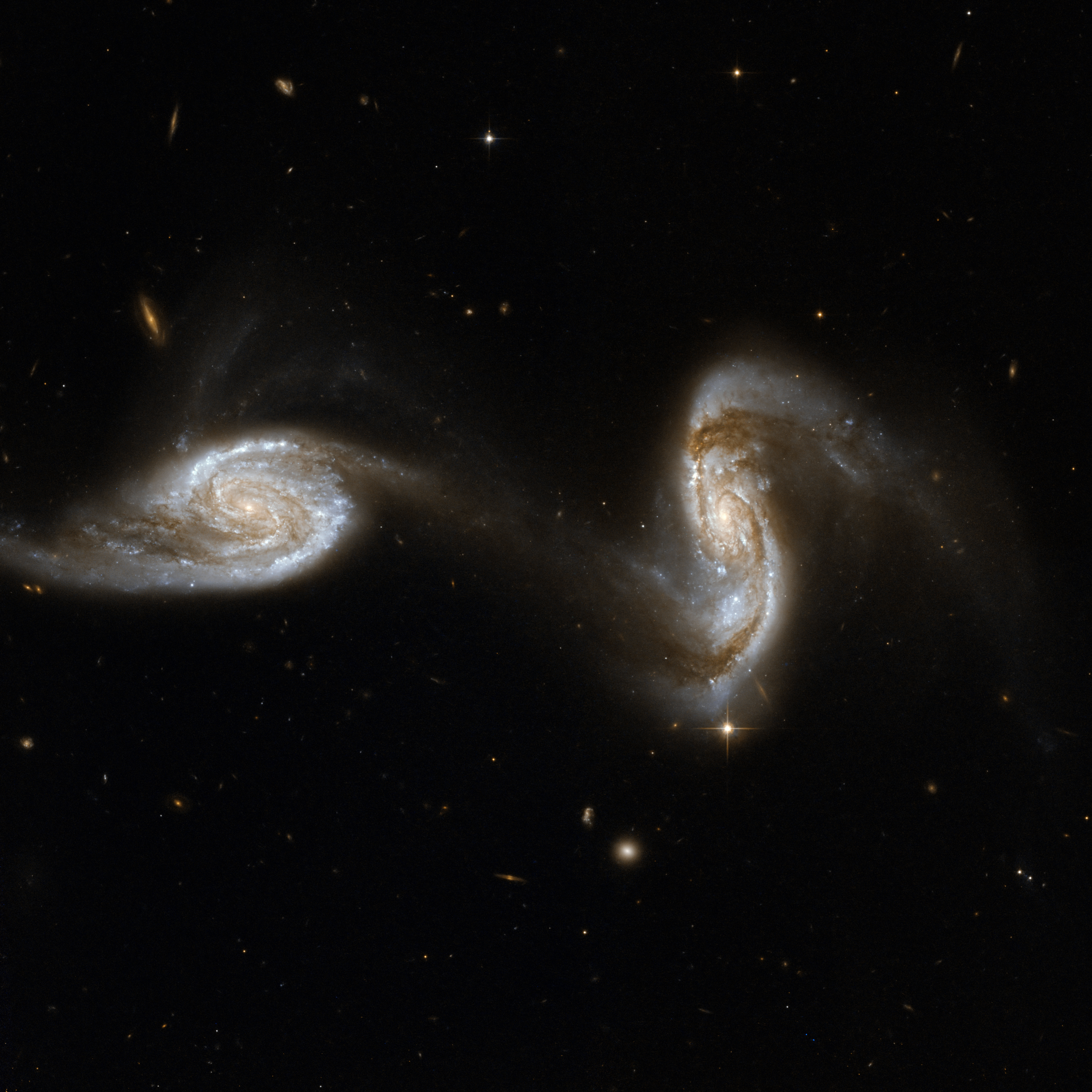
La paire de galaxie Arp 240.